# Пєтушкова Олена Володимирівна
Пєтушкова Олена Володимирівна (17 листопада 1940 — 8 січня 2007) — російська вершниця.
Олімпійська чемпіонка 1972 року в командній виїздці, срібна призерка 1968 (командна виїздка), 1972 (індивідуальна виїздка) років.
Чемпіонка світу з виїздки 1970 (індивідуальна виїздка), 1970 (командна виїздка) років, срібна призерка 1974 року в командній виїздці, бронзова призерка 1966 (командна виїздка), 1974 (індивідуальна виїздка), 1978 (командна виїздка) років.
Срібна призерка Чемпіонату Європи з виїздки 1967 (командна виїздка), 1971 (командна виїздка), 1973 (індивідуальна виїздка), 1973 (командна виїздка), 1975 (командна виїздка), 1979 (командна виїздка) років, бронзова призерка 1965 (командна виїздка), 1969 (командна виїздка), 1985 (командна виїздка) років.